# Classique des Alpes
La Classique des Alpes est course cycliste professionnelle, disputée sur un jour entre 1991 et 2004 autour du massif de la Chartreuse en France. C'était une épreuve cycliste unique dans son genre, en effet c'était la seule classique se déroulant en montagne. Il faut attendre 2019 et la création du Mont Ventoux Dénivelé Challenges pour voir à nouveau une course française d'un jour dévolue aux grimpeurs.

## Histoire
Créée en 1991 mais disparue en 2004 après l'apparition du Pro-Tour, cette épreuve parcourait les massifs de la Chartreuse et des Bauges en empruntant le plus souvent les cols du Cucheron, du Granier, des Prés, de Plainpalais et le mont Revard. Le parcours emprunté transportait ainsi les coureurs de Chambéry à Aix-les-Bains. Elle est lancée en mai 1991 par Amaury Sport Organisation (l'organisateur du Tour de France) juste après les classiques flandriennes et avant les grandes courses à étapes de l'été. 
Cette course est inscrite au calendrier de la Coupe de France de cyclisme sur route de 1992 (1re édition de la coupe de France) à 2004. 
Laurent Jalabert est le seul coureur à l'avoir remportée à deux reprises, en 1996 (devant Luc Leblanc et Íñigo Cuesta) et en 1998 (devant Francesco Casagrande et Benoît Salmon). La dernière édition a lieu en 2004 avec un triplé des coureurs espagnols.
La Classique des Alpes juniors est toujours organisée pour les coureurs de moins de 19 ans et reste une course phare pour la catégorie d'âge.

## Palmarès
| Année | Vainqueur              | Deuxième             | Troisième              |
| ----- | ---------------------- | -------------------- | ---------------------- |
| 1991  | Charly Mottet          | Robert Millar        | Luc Leblanc            |
| 1992  | Gilles Delion          | Luc Leblanc          | Dante Rezze            |
| 1993  | Eddy Bouwmans          | Thierry Claveyrolat  | Jean-Cyril Robin       |
| 1994  | Oliverio Rincón        | Laurent Roux         | Ronan Pensec           |
| 1995  | Ramón González Arrieta | Gérard Rué           | Richard Virenque       |
| 1996  | Laurent Jalabert       | Luc Leblanc          | Íñigo Cuesta           |
| 1997  | Laurent Roux           | Laurent Madouas      | José María Jiménez     |
| 1998  | Laurent Jalabert       | Francesco Casagrande | Benoît Salmon          |
| 1999  | Unai Osa               | Benoît Salmon        | David Etxebarria       |
| 2000  | José María Jiménez     | Fernando Escartín    | désattribué            |
| 2001  | Iban Mayo              | désattribué          | Pavel Tonkov           |
| 2002  | Santiago Botero        | Óscar Sevilla        | Jørgen Bo Petersen     |
| 2003  | Francisco Mancebo      | Benoît Salmon        | David Millar           |
| 2004  | Óscar Pereiro          | Iban Mayo            | José Enrique Gutiérrez |

### Victoires au général par nation
- Espagne : 6
- France : 5
- Colombie : 2
- Pays-Bas : 1

### Podium par nation
| Classement | Pays        | Vainqueur | Deuxième | Troisième | Total |
| ---------- | ----------- | --------- | -------- | --------- | ----- |
| 1          | Espagne     | 6         | 3        | 4         | 13    |
| 2          | France      | 5         | 8        | 6         | 19    |
| 3          | Colombie    | 2         | -        | -         | 2     |
| 4          | Pays-Bas    | 1         | -        | -         | 1     |
| 5          | Royaume-Uni | -         | 1        | -         | 1     |
| 5          | Italie      | -         | 1        | -         | 1     |
| 7          | Russie      | -         | -        | 1         | 1     |
| 7          | Danemark    | -         | -        | 1         | 1     |